# Ясин, Али
Али Ясин (род. 9 августа 1993 в Кербеле, Ирак) — иракский футболист, вратарь иракской команды «Нафт Аль-Джануб» и национальной сборной Ирака.

## Клубная карьера
Али Ясин играл в молодёжной команде иракского клуба «Кербела» из его родного города, в 2011 году Ясин в составе «Кербелы» дебютирует на взрослом уровне. В 2014 году он перешёл в другой иракский клуб «Нафт Аль-Джануб».

## Карьера в сборной
С 2012 года Али Ясин является членом молодёжной сборной Ирака по футболу. На Кубке Азии по футболу 2015 Ясин был включён в состав главной сборной Ирака получив в ней первый номер. Однако Ясин остался резервным голкипером в команде, достигшей полуфинала турнира.